# نستروف
شهر نستروف (به روسی: Нестеров) در کشور روسیه و در اوبلاست کالینینگراد واقع شده‌است.